# God Is Good
God Is Good è il quarto album del gruppo doom metal statunitense Om.

## Tracce
1. Thebes – 19:09
2. Meditation Is the Practice of Death – 6:52
3. Cremation Ghat – 8:10

## Formazione
- Al Cisneros - voce, basso
- Emil Amos - batteria, percussioni